# 人四依
人四依（にんしえ）とは、衆生の拠り所となる四種の人々をいう。

## 通常の人四依
通常は以下を指す。
1. 出世の凡夫[1]
2. 預流と一来[1]
3. 不還[1]
4. 阿羅漢[1]

## 大乗仏教における人四依
大乗仏教ではこの4種人を人四依と見る。
1. 歓喜地（初地）の前にある菩薩[1]
2. 初地から五地にある菩薩[1]
3. 六地あるいは七地にある菩薩[1]
4. 八地から十地にある菩薩[1]

ただし大乗においては諸説あり一定していない。